# Forficula lesnei
Forficula lesnei es una especie de tijereta del género Forficula, familia Forficulidae, orden Dermaptera.

## Distribución
Se distribuye por Europa: Reino Unido, Francia, España, Irlanda y Portugal.

## Taxonomía
Fue descrita por Finot en 1887.
Tratamiento taxonómico
La especie aparece registrada y publicada en Nouvelle espece francaise d Orthopteres. Description de Forficula lesnei. Bull Soc Entomol France, 7, 189–190.